# Kia Sorento
Pour les articles homonymes, voir Sorento.
Le Kia Sorento est un SUV produit par le constructeur automobile sud-coréen Kia à partir de 2002, en quatre générations.

## 1regénération - Type BL (2002-2009)
Le Kia Sorento de première génération est vendu de 2002 à 2009. Il est restylé courant 2006.

## 2egénération - Type XM (2009-2014)
La seconde génération est lancée fin 2009. Le Sorento subit un profond restylage en septembre 2012, qui lui apporte de nouveaux équipements. Il propose un seul moteur Diesel, un CRDI de 197 ch, uniquement en 4x4, mais laisse le choix entre une boîte manuelle 6 rapports et une boîte automatique 6 rapports.

Il s'agit du premier véhicule de la marque Kia à être fabriqué aux États-Unis.

## 3egénération - Type UM (2014-2020)

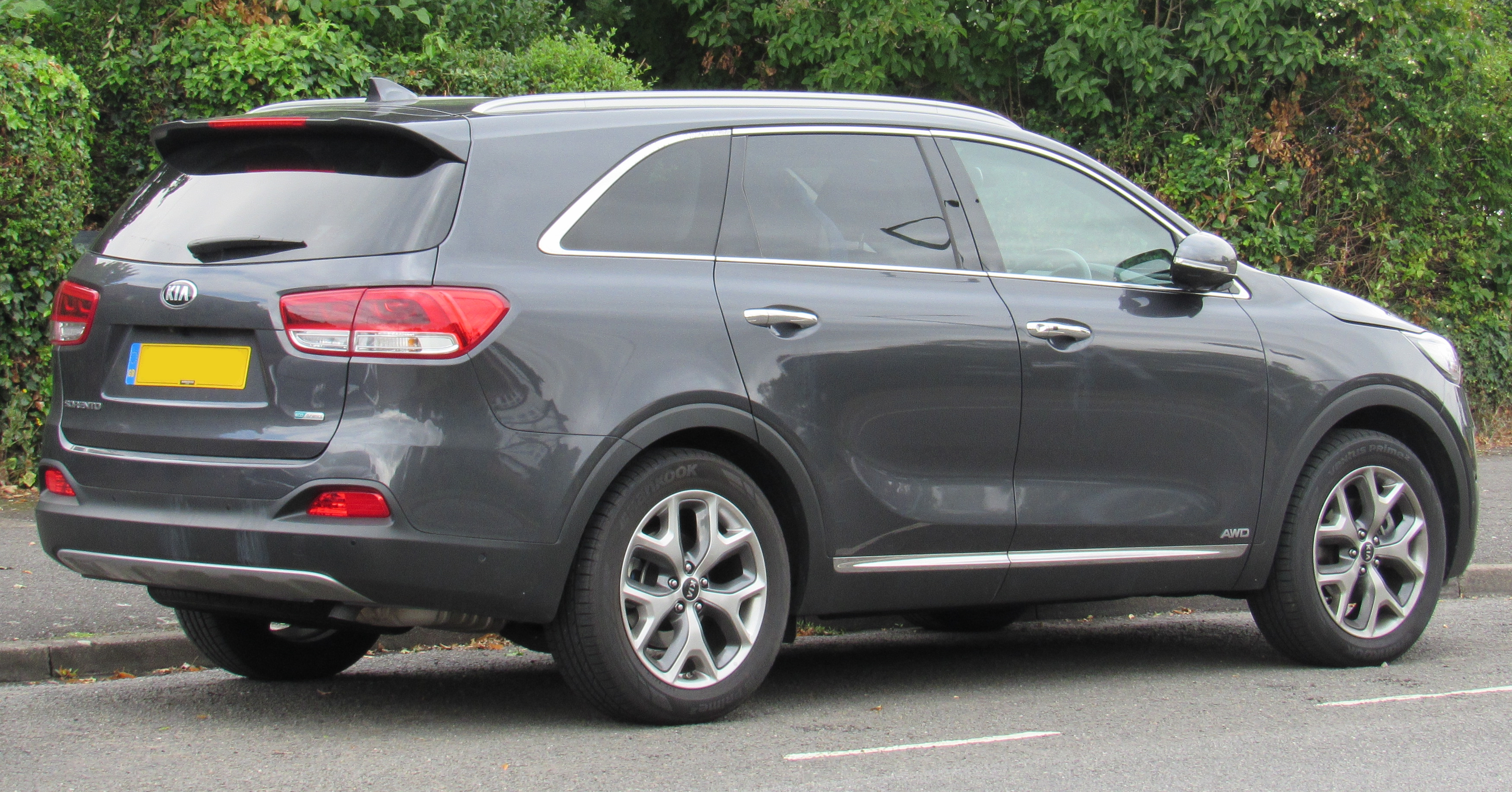
Kia Sorento III

La troisième génération du Kia Sorento affiche clairement sa montée en gamme avec un style plus huppé sans toutefois renier sa filiation avec la génération précédente. Le dessin des optiques avant et arrière est plus sophistiqué à défaut d'être très original. Sa longueur progresse de 9,6 cm à 4,78 m et de profil il dévoile des lignes un peu moins dynamiques, mais il en impose davantage. On remarquera une présentation intérieure dorénavant beaucoup plus moderne.
Sous le capot, seuls deux blocs sont disponibles : un 2,4 l à essence et un 2.2 l diesel. En Amérique du Nord, trois blocs à essence sont disponibles: un 2,4 l, un 3,3 l et un 2,0 l Turbo.

### Phase 2

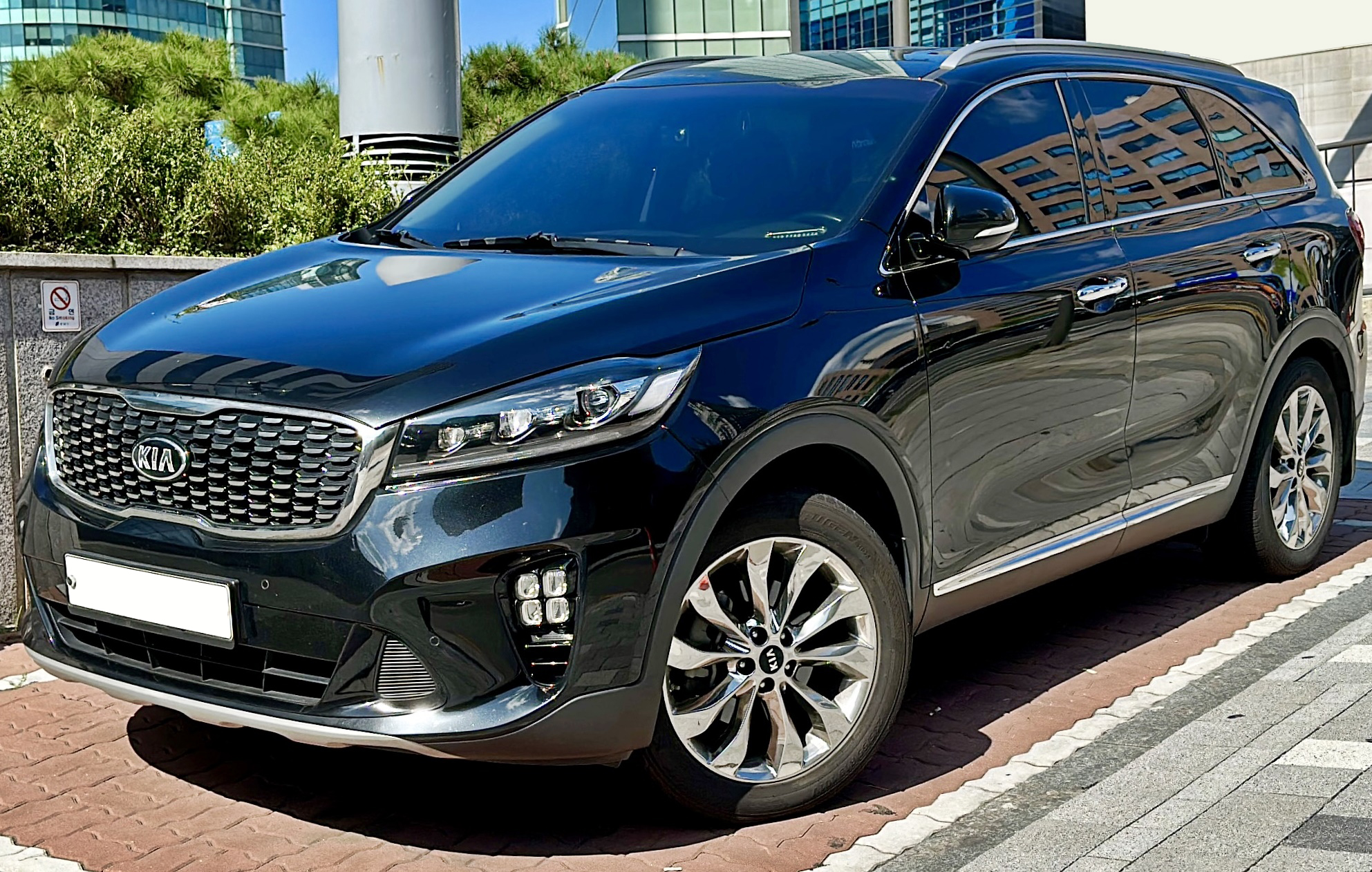

En juillet 2017, le Sorento III est restylé dans sa version coréenne alors que la phase 2 arrive en 2018 en Europe et sur le reste du monde où il est commercialisé. Les phares sont soulignés par des feux de jour à LED, les boucliers se rapetissent et possèdent quatre points d'antibrouillards, la calandre à motifs de vagues remplace celle en chrome, les feux arrière s'entourent d'une nouvelle signature lumineuse tandis que le bouclier intègre désormais deux pots d'échappement. La phase 2 est présentée au Salon de l'automobile de Francfort en septembre 2017.

## 4egénération - Type MQ (2020- )

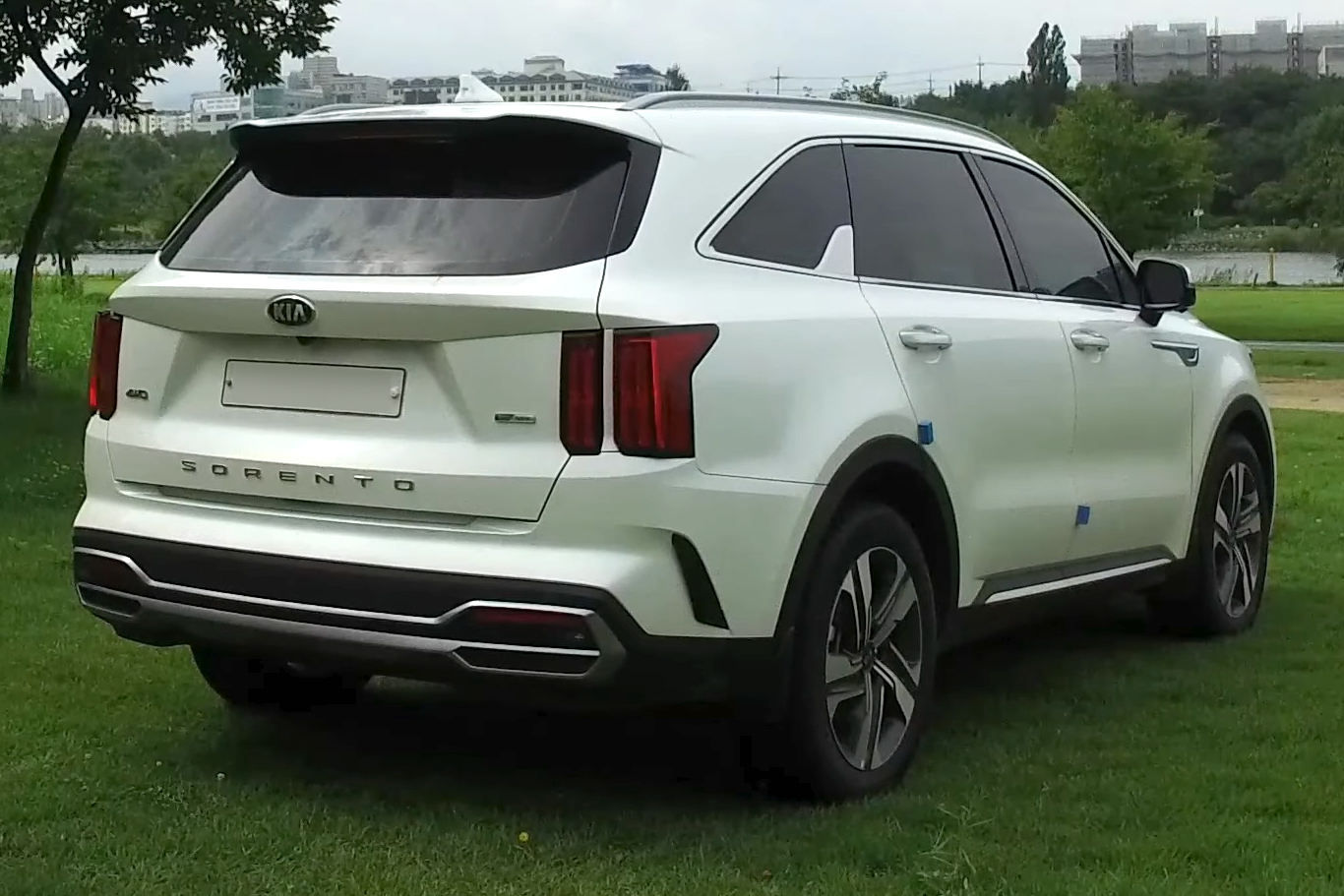
Kia Sorento IV

La Kia Sorento IV est révélée le 17 février 2020 en Corée du sud et devait faire sa première exposition publique au Salon international de l'automobile de Genève 2020 mais celui-ci a été annulé à cause de l'épidémie de coronavirus COVID-19. Il adopte le nouveau logo Kia en 2021.

### Phase 2
La version restylée de la Sorento est présentée le 25 juillet 2023.

### Motorisations
En Europe, le Sorento reçoit un 4-cylindres diesel 2.2 de 202 ch associé à une boîte automatique double embrayage à 8 rapports.
Kia propose également une motorisation hybride essence associant un 4-cylindres turbo essence 1.6 de 180 ch, à un bloc électrique de 60 ch (44,2 kW) et une petite batterie de 1,49 kWh.
En août 2020, la marque annonce une version Plug-in Hybrid (PHEV) qui combine le moteur essence 1.6 turbocompressé avec un pack de batteries de 13,9 kWh et un moteur électrique de 44,2 kW. Ce qui permet au conducteur de réaliser jusqu'à 57 km en mode purement électrique, sans produire la moindre émission.

### Technologies
Le véhicule est équipé de diverses technologies:
- freinage d’urgence autonome
- affichage des angles morts
- système anti-collision avec détection des angles morts
- reconnaissance des panneaux de limitation avec régulation de vitesse
- assistance active à la conduite dans les embouteillages
- assistance active à la conduite sur autoroute
- système d’alerte de baisse de vigilance du conducteur
- caméra de recul avec le système de détection de trafic arrière et fonction freinage voiture/piéton
- système de sécurité de sortie du véhicule contre l’ouverture des portes arrière si le véhicule détecte un danger en approche à l’arrière[7]

### Finitions
- Motion
- Active
- Design
- Premium